# Antonio Sánchez
Antonio Sánchez (Mexico-Stad, 1 november 1971) is een Mexicaanse jazzdrummer.

## Biografie
Aanvankelijk speelde Sánchez met de pianist Danilo Pérez en ontwikkelde hij in diens trio de Latijns-Amerikaanse jazz stijlbepalend verder, bijvoorbeeld door de ontwikkeling van het ritmisch patroon in 10/4 en 7/4 maat. Deze ontwikkeling begon eind jaren 1990 en werd voortgezet door de samenwerking met muzikanten zoals David Sánchez (Melaza) en Sebastian Schunke (Symbiosis). Uiteindelijk ontdekte Pat Metheny Sánchez tijdens een concert en nam hij hem op in zijn trio en de Pat Metheny Group. Hij toerde ook met Chick Corea, Michael Brecker, Joe Lovano, Charlie Haden en Matija Dedić. In 2007 bracht hij zijn eerste album Migration uit als orkestleider. In 2013 volgde New Life (Cam Jazz), met David Binney en Donny McCaslin. Hij trad ook op tijdens internationale festivals zoals het Modern Drummer Festival Weekend of het Montreal Drum Festival.
Hij doceert sinds 2006 aan de New York University. Hij ontving de Echo Jazz voor zijn albums New Life en The Unity Sessions in 2014 en 2017. In 2014 componeerde hij de filmmuziek voor de film Birdman or (The Unexpected Virtue of Ignorance) en werd hij in 2016 bekroond met de Grammy Award als «Best Score Soundtrack for Visual Media».

## Onderscheidingen
- 2016: Grammy Awards 2016

## Discografie
- 2019: Lines in the Sand (Cam Jazz)